# Zespół klasztorny dominikanek w Piotrkowie Trybunalskim
Zespół klasztorny dominikanek w Piotrkowie Trybunalskim – zespół budynków klasztornych na Starym Mieście w Piotrkowie Trybunalskim. W skład zabytkowego zespołu wchodzą: budynek kościoła pw. Matki Bożej Śnieżnej, klasztor wsparty o średniowieczne mury miejskie oraz plebania. Fundatorką klasztoru była Katarzyna Warszycka.

## Historia
Dominikanki sprowadziła do Piotrkowa z Sochaczewa w 1608 Katarzyna Warszycka. Pierwotnie w Piotrkowie osiadło siedem mniszek, na czele których stała przeorysza Beata Lelewska. Dominikanki od początku pobytu w Piotrkowie aż do 1864 zajmowały się jedynej w mieście i okolicy szkoły dla dziewcząt (z przerwą w latach 1797–1827, gdy szkoła została zlikwidowana przez władze pruskie).
Budowę zespołu klasztornego rozpoczęto w 1627. Od strony dzisiejszego Placu Kościuszki oparto go o mury miejskie Piotrkowa. Budynki zostały zniszczone w wyniku pożaru w 1648, a także w czasie potopu szwedzkiego. Odbudowę zespołu ukończono w 1673, zaś w 1685 poświęcono wyposażenie kościoła. W XVIII w. zespół klasztorny rozbudowano o stajnię i oficynę, dobudowano wieżę kościoła i podparto mur miejski skarpami.
Największą liczebność klasztor uzyskał w 1750, gdy na czele 28 mniszek stała przeorysza Hosanna Dunin-Sulgustowska. Kolejna przełożona klasztoru, Joanna Paradowska, dokonała zmian w kościele, wymieniając m.in. w 1755 ołtarz główny. W 1786 klasztor doznał uszkodzeń w trakcie pożaru miasta. Zakonnice na pewien czas opuściły zabudowania klasztorne, jednak już w 1787 wróciły do częściowo wyremontowanych gmachów.
W wyniku II rozbioru Polski Piotrków został przyłączony do Królestwa Prus. W 1794 władze zaborcze zamknęły nowicjat, zaś w 1797 skonfiskowały majątek i zamknęły szkołę. Nowicjat ponownie otwarto w 1815. W 1827 dzięki staraniom przeoryszy Anieli Borowskiej wznowiono działalność szkoły klasztornej, przekształconej w dwuklasową pensję żeńską. W latach 40. XIX w. pod kierownictwem przełożonej Katarzyny Busiakiewiczówny wyremontowano obiekt, a także odzyskano majątek w mieście oraz posiadłościach wiejskich.
Dom klasztorny dominikanek w Piotrkowie został skasowany w 1864 w wyniku represji po powstaniu styczniowym i zamieniony w tzw. dom etatowy. Ostatecznie po 1869 mniszki zostały przeniesione do klasztoru w Świętej Annie. Po 1865 został zamknięty także kościół, ale od 1881 odbywały się w nim nabożeństwa dla uczniów gimnazjum męskiego. W 1882 kościół został przebudowany według projektu Feliksa Nowickiego. Budynki klasztorne przystosowano na potrzeby internatu dla dziewcząt.
W 2015 zakończył się gruntowny remont zespołu klasztornego, w ramach którego m.in. podwyższono dziedziniec i nakryto go szklanych dachem, wyremontowano i przebudowano pomieszczenia oraz dobudowano nowy budynek. W wyremontowanych obiektach działa placówka kulturalna o nazwie Centrum Idei „Ku Demokracji” w Piotrkowie Trybunalskim, organizująca m.in. wystawy w dwóch galeriach oraz koncerty na dziedzińcu.

## Architektura
Zachodnie skrzydło klasztoru posiada od strony północnej i południowej barokowe szczyty. W dawnym murze miejskim, stanowiącym zachodnią ścianę klasztoru, znajduje się dziesięć okien zwieńczonych gzymsami. Na tej samej ścianie znajduje się też ryzalit z głęboką wnęką z balkonem, ponad balkonem półkoliście sklepione okno, zaś nad nim ozdobny szczyt. Zachodnia elewacja, z wyjątkiem ryzalitu, zwieńczona jest gzymsem i attyką z okienkami strychowymi w kształcie strzelnic.
We wschodniej części zespołu klasztornego położony jest jednonawowy kościół pw. Matki Bożej Śnieżnej. Posiada on dwa przejścia – do zakrystii i do krużganków.
W krużgankach klasztoru zachowało się 17 polichromii z lat 1676–1689, które zostały zamalowane w 1869, ponownie odsłonięte w 1953, zaś konserwowane w 1984. Tematem malowideł są: św. Antoni Padewski z Dzieciątkiem, św. Jan Nepomucen, św. Jerzy, św. Anna Samotrzecia, św. Kazimierz, św. Stanisław Kostka z Dzieciątkiem, św. Jan Chryzostom, papież Innocenty XI, ukrzyżowanie i chór aniołów, dwie sceny chrystologiczne – Chrystus przed Piłatem i Ostatnia Wieczerza – oraz sześć scen z życia zakonu dominikanów – przyjęcie
zakonników przez króla Zygmunta III Wazę(?), adoracja koronacji Matki Bożej przez zakon dominikanów, ślubowanie zakonnicy dominikańskiej, św. Dominik, św. Katarzyna ze Sieny błogosławiona przez Matkę Bożą, ucieczka do Egiptu.
Części składowe zespołu klasztornego wpisane są do rejestru zabytków:
- kościół Matki Bożej Śnieżnej, nr rej.: 174-IX-20 z 21.07.1948 oraz 205 z 9.09.1967
- klasztor, nr rej.:  175-IX-21 z 21.07.1948 oraz 206 z 9.09.1967
- plebania, nr rej.: 675 z 12.09.1967

Zespół klasztorny wpisany jest również do gminnej ewidencji zabytków miasta Piotrkowa Trybunalskiego. Wytypowany został także do grupy zabytków reprezentatywnych dla województwa łódzkiego.

## Galeria

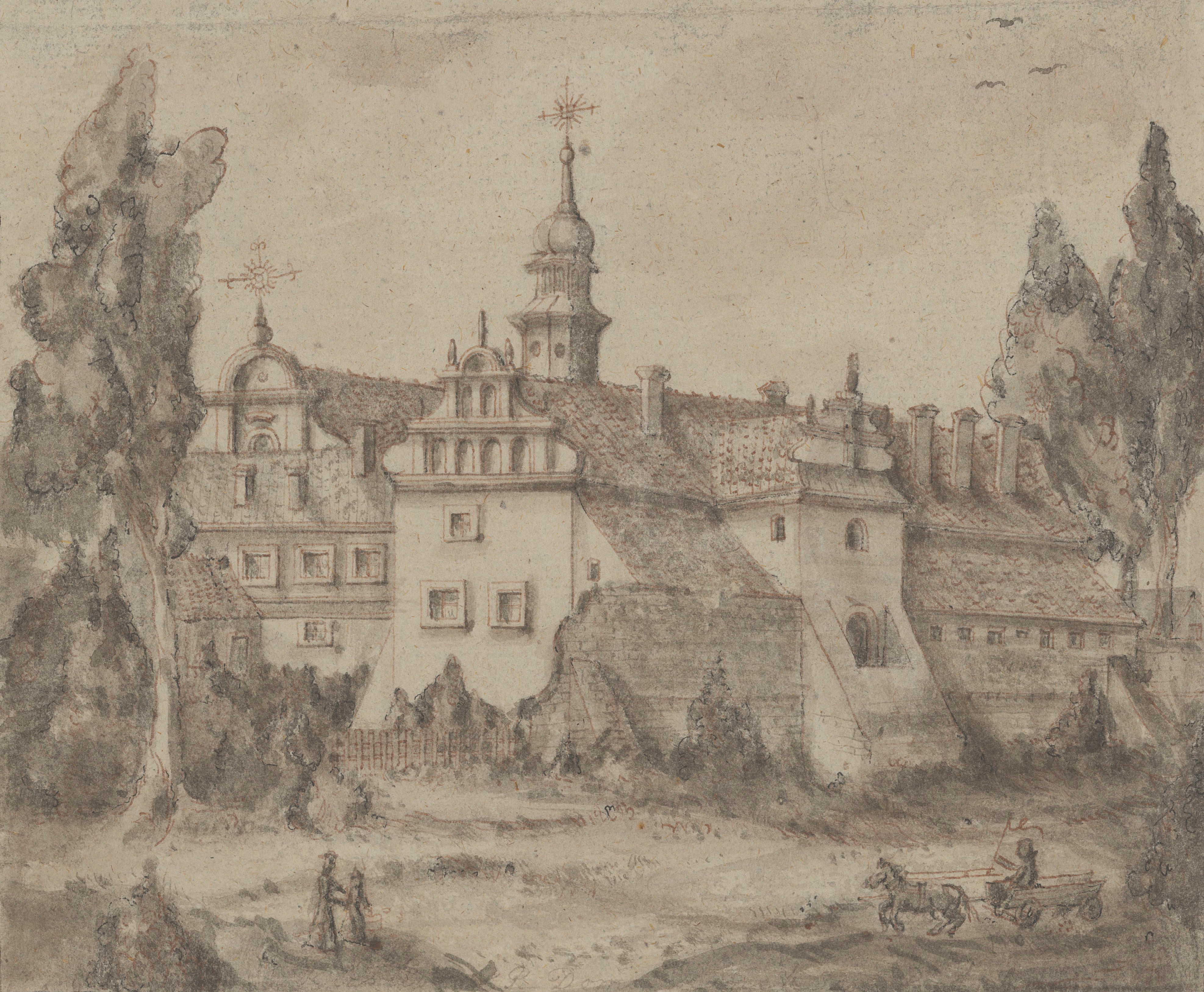
Widok klasztoru około 1800 roku
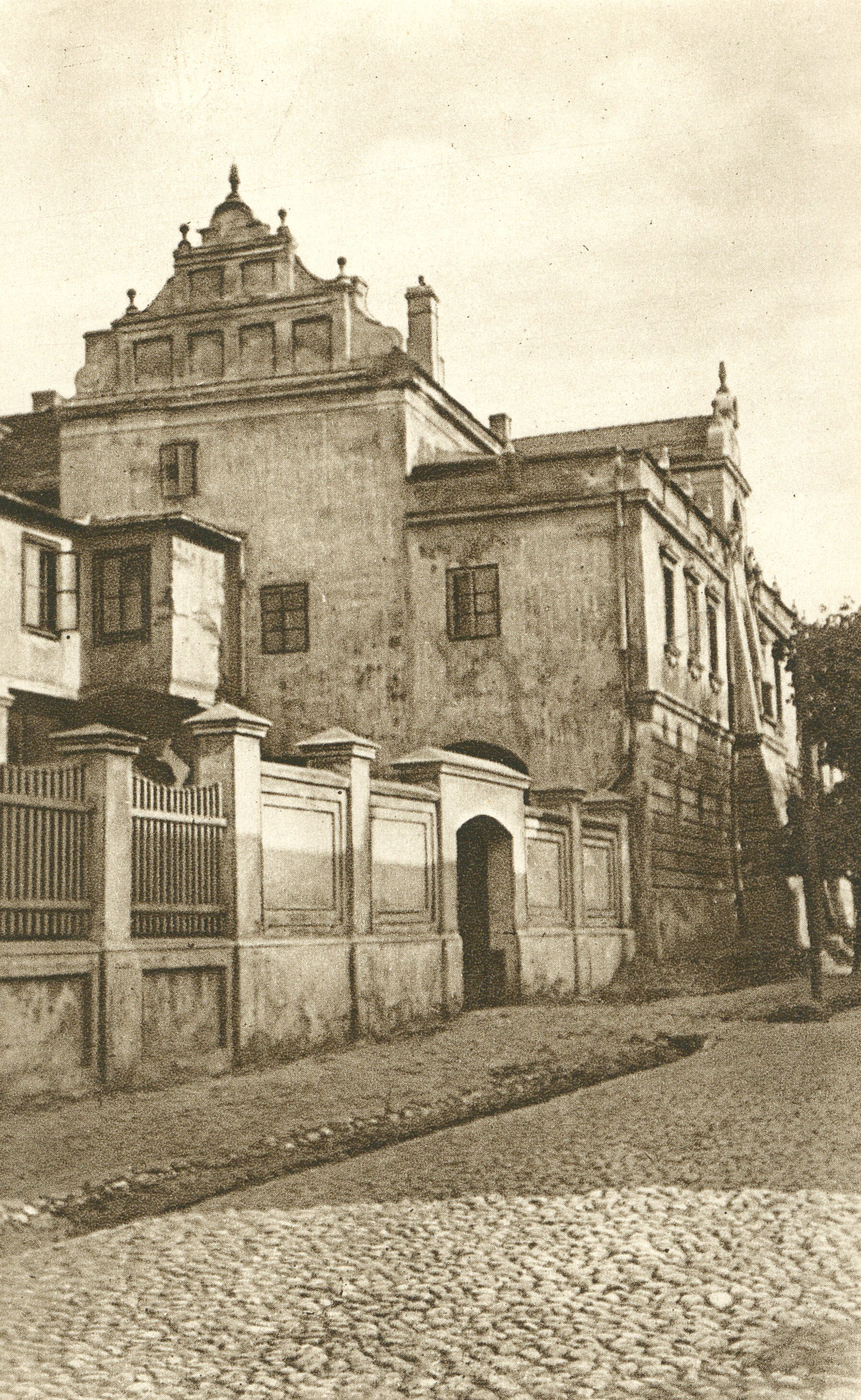
Północna i zachodnia ściana (1915)
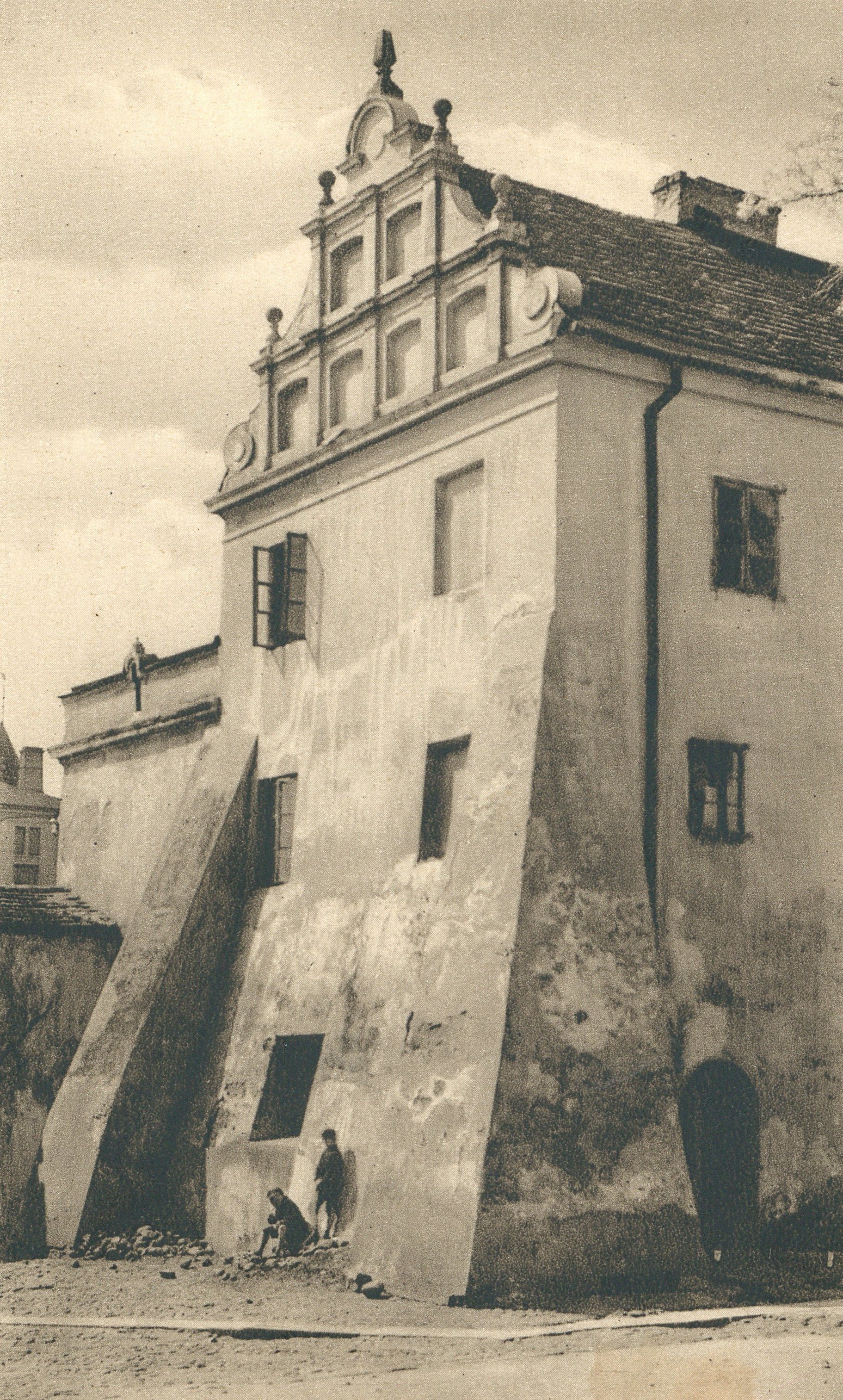
Południowa ściana (przed 1939)
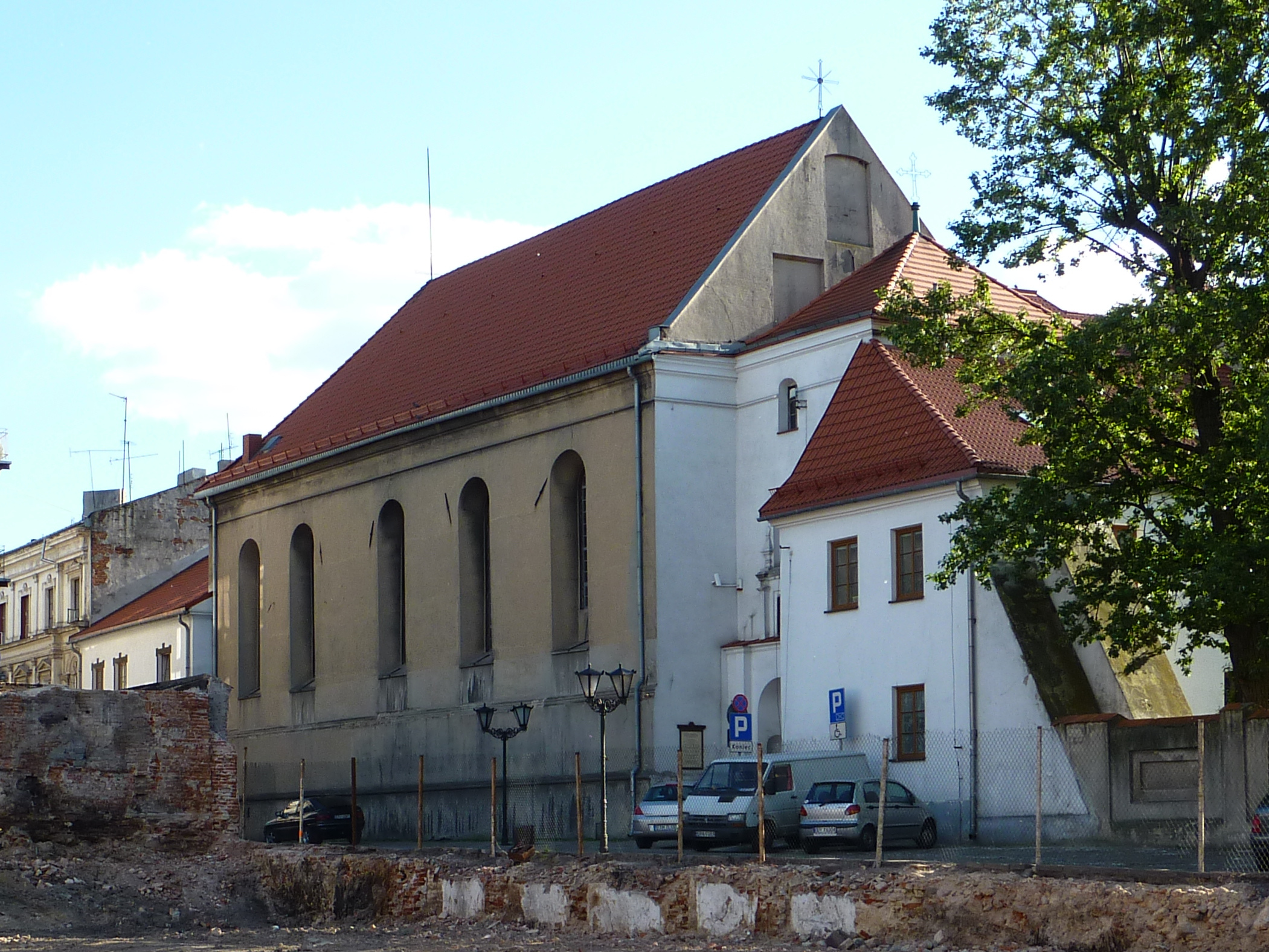
Kościół Matki Bożej Śnieżnej
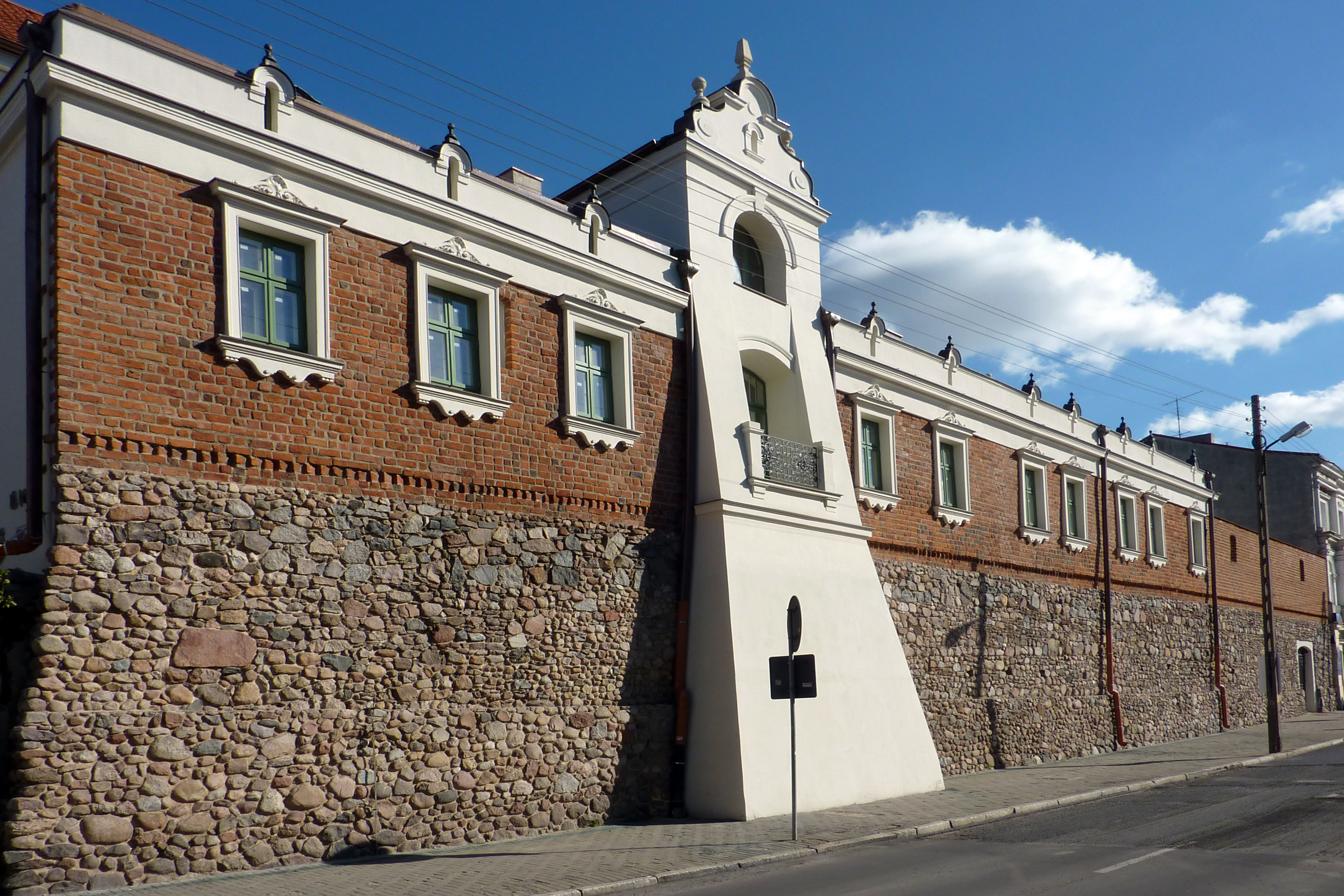
Zachodnia ściana klasztoru z fragmentem dawnych murów miejskich
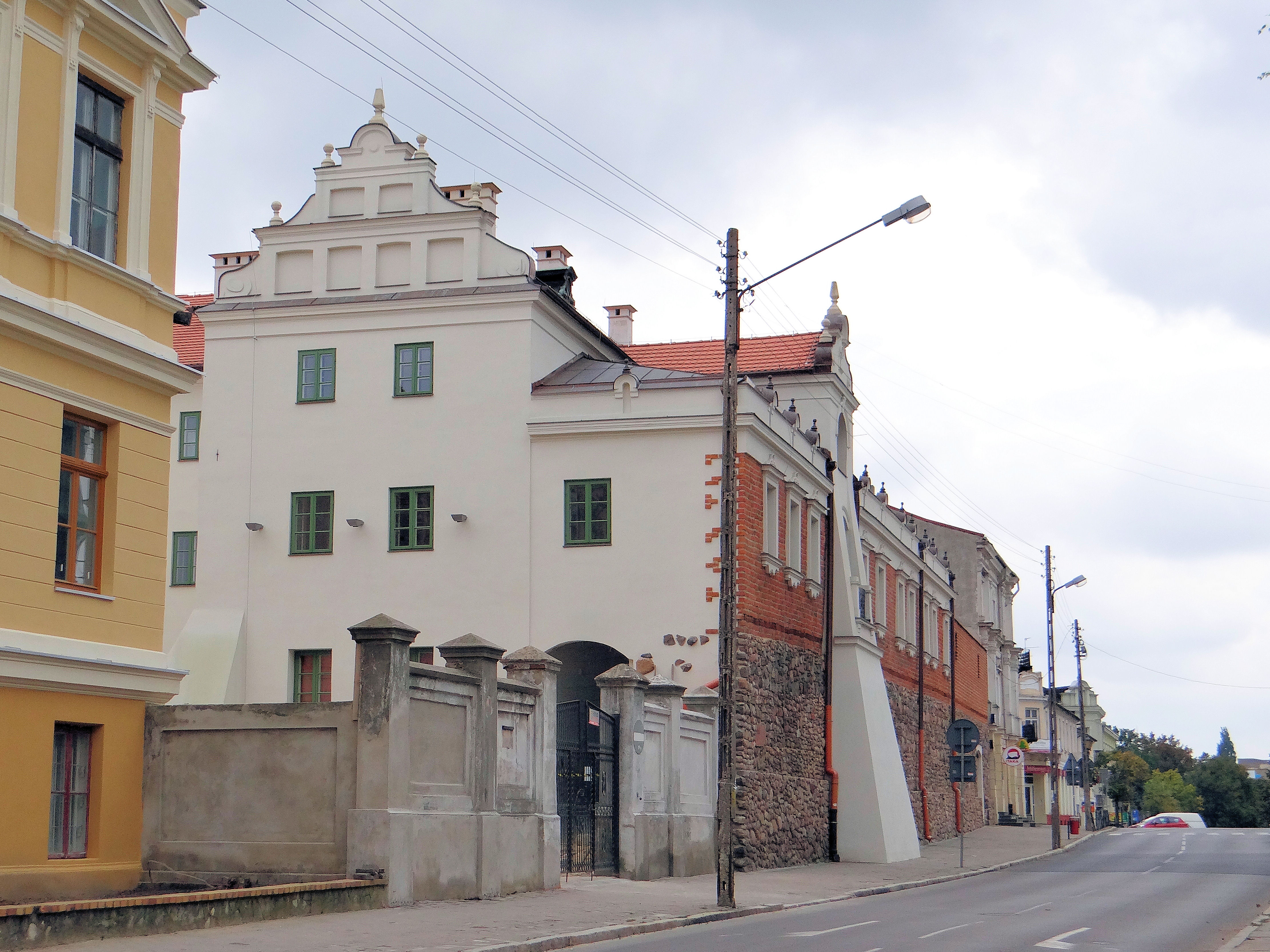
Północna ściana klasztoru z barokowym szczytem
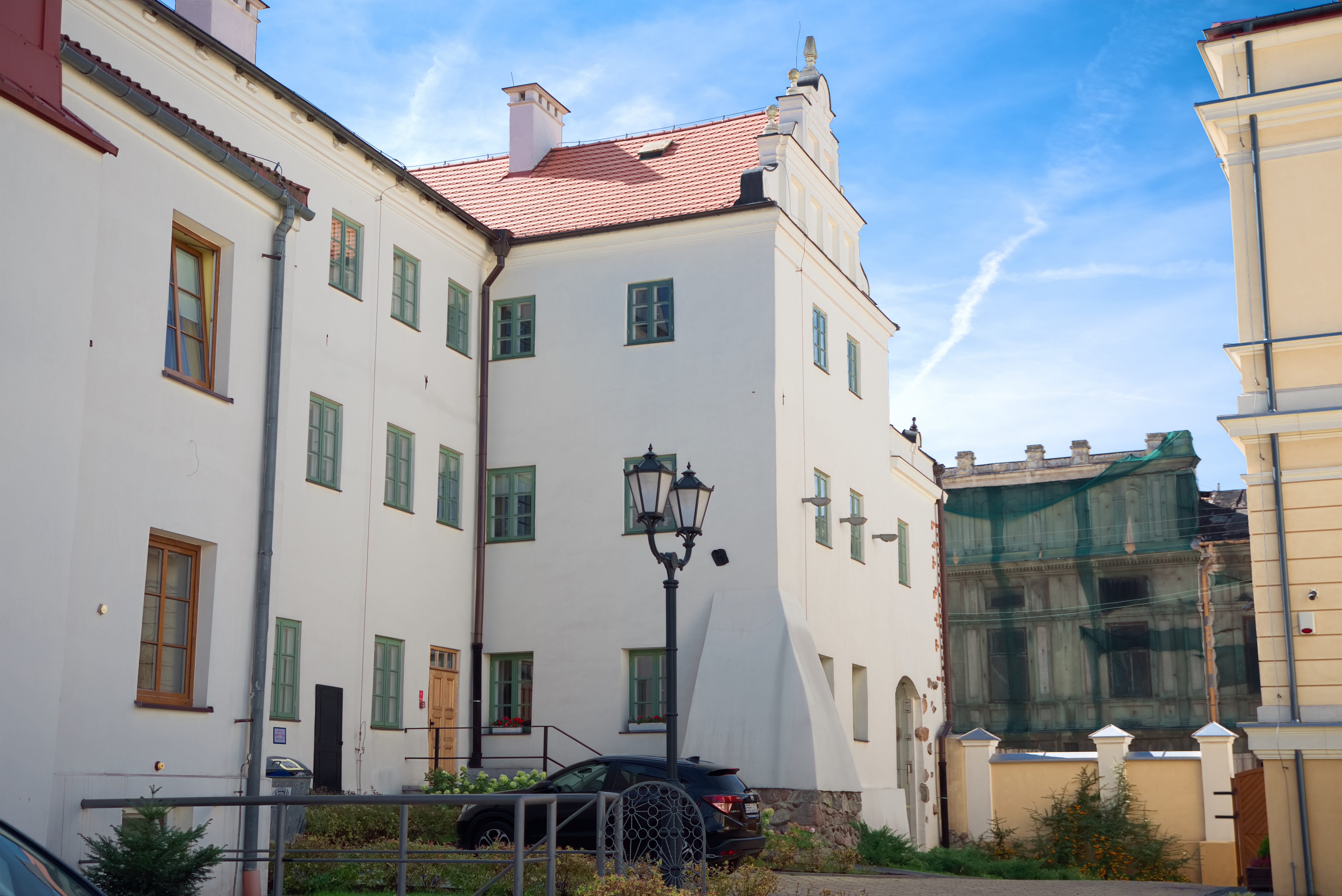
Północna część klasztoru
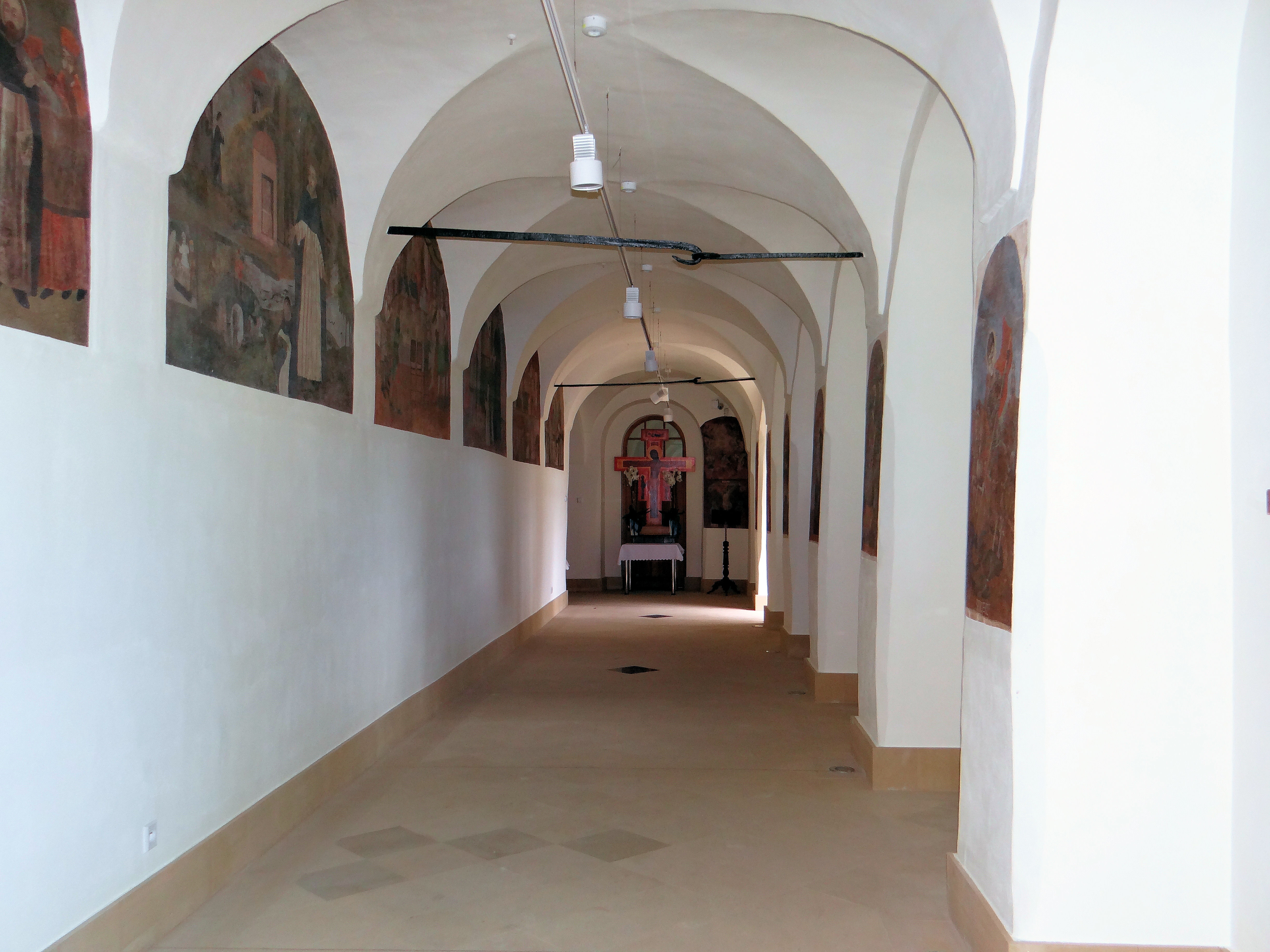
Krużganki z polichromiami
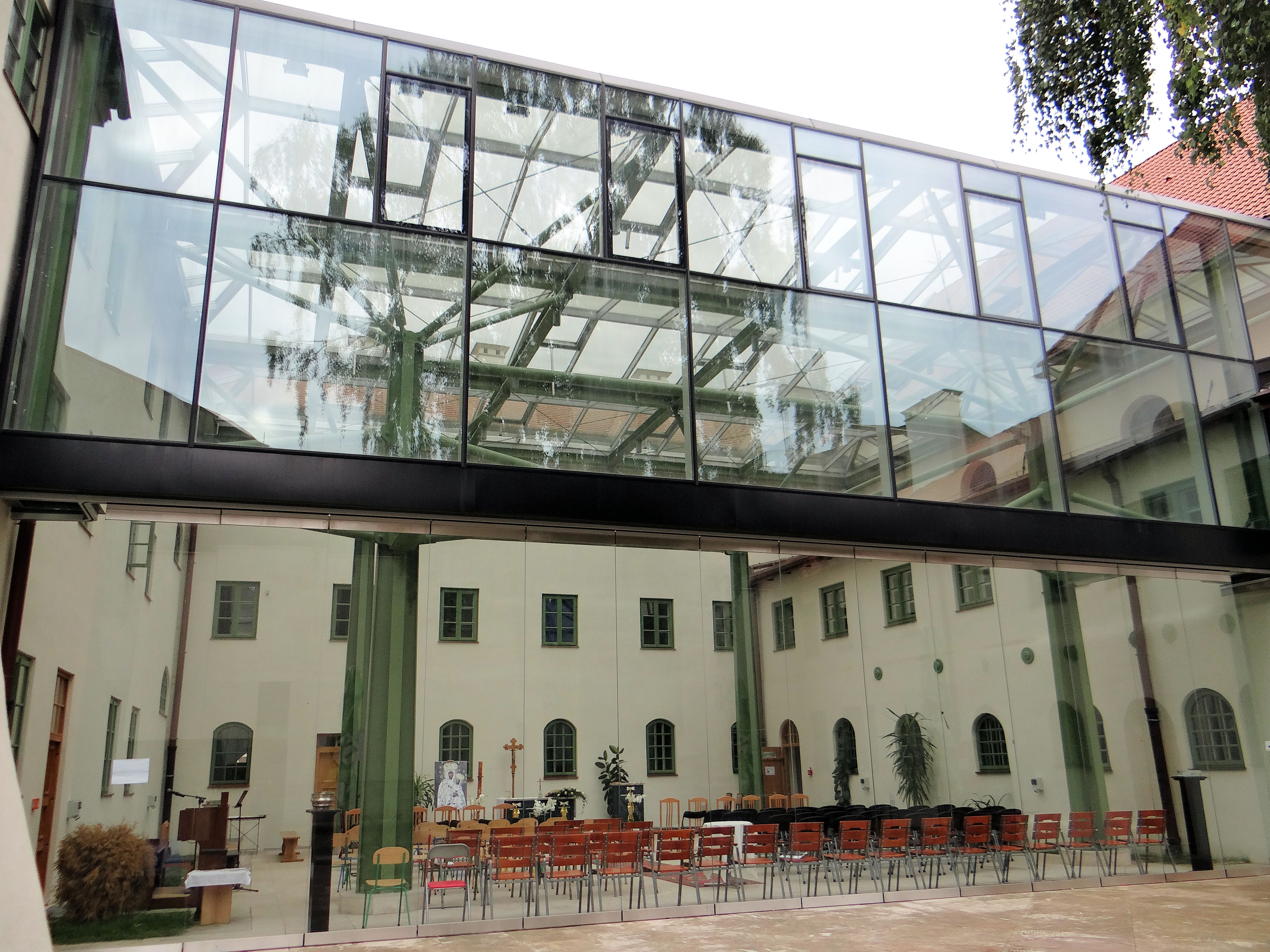
Dziedziniec klasztoru ze współczesnym zadaszeniem